# Alliance démocrate (Italie)
Pour les autres articles nationaux ou selon les autres juridictions, voir Alliance démocratique.
 (février 2021).
Si vous disposez d'ouvrages ou d'articles de référence ou si vous connaissez des sites web de qualité traitant du thème abordé ici, merci de compléter l'article en donnant les références utiles à sa vérifiabilité et en les liant à la section « Notes et références ».
L'Alliance démocrate (en italien, Alleanza Democratica, abrégé AD) est un parti politique italien fondé le 15 juillet 1993.

## Historique
Le parti rassemblant différentes tendances politiques de centre gauche (libérales et/ou socialistes) a été membre de la coalition Alliance des progressistes lors des élections générales de 1994.
Le mouvement, dirigé par Willer Bordon, devenait ensuite l'Union démocrate, puis Les Démocrates, et soutint la coalition de l'Olivier.